# プロレスリング・ノア中継
プロレスリング・ノア中継（ - ちゅうけい）は2001年4月7日から2009年3月29日まで放送された日本テレビのプロレス中継番組。新聞ラテ欄などでは「ノア中継」または「プロレス」の名称が使われる。プロレスリング・ノアの詳細は同項を参照のこと。
地上波放送終了後も引き続き放送されていた日テレジータス（旧G+ SPORTS & NEWS→日テレG+、以下G+）の「プロレスNOAH スペシャル」、「NOAH di コロッセオ」、「独占NOAH情報」、「NEXTノア」、「プロレス激闘の記憶」についてもこの項で述べる。

## 概要
前身は2000年6月まで放送されていた「全日本プロレス中継」及び、全日本プロレスからの選手大量離脱を受けて2000年7月から2001年3月まで放送された掛布雅之司会のプロレス情報番組「コロッセオ」。2001年4月から番組名を改め、ノア中継番組として開始した。
プロレスリング・ノアの中心選手である三沢光晴・小橋建太・秋山準、高山善廣（フリー）の試合を中心に放送する30分番組。ビッグマッチの場合は45分、1時間と放送時間が拡大される場合もあった。解説者として百田光雄、マイティ井上（レフェリー）、浅子覚（トレーナー）がレギュラーだったが、ノア所属レスラー、あるいはゲスト参戦する選手などが出演しており、「全日本プロレス中継」時代とは違い、プロレス雑誌やスポーツ新聞の記者、ライターなどは出演しなかった。
「全日本プロレス中継」時代から引き続き、日本テレビスポーツ部が制作を行う。実況アナウンサーも全員、スポーツ担当のアナウンサーとなっている。
「全日本プロレス中継」と同様、毎年年末の最終放送日または年始の初回放送日は、試合中継ではなく「座談会」「所属プロレスラーによるバスツアー」などの特別放送を行っていた。2003年12月24日開催の「クリスマス大会」の中継放送では、西尾由佳理が日本テレビ女性アナウンサーとして初めてプロレス実況を担当するアトラクションを放送した。
2004年7月10日の東京ドーム大会は、ノア初のPPVでの放送形態を取ったことから、翌日放送のノア中継でメーンイベントの放送が出来なかったが、2005年7月18日に行われたノア2度目の東京ドーム大会は、関東地方を中心に、翌日（同日深夜）に「即日放送」として3時間半の放送時間でディレイ中継された。これは初の試みであった。
放映は主に日本テレビ系列局で行われていたが（日テレの場合は日曜25:20 - 、同時ネット局あり）、日テレ放映エリア内の独立UHF局であるtvk（テレビ神奈川）やとちぎテレビでも放映されていた。とちぎテレビではゴールデンタイムの19時30分に放送されていた。
2007年には、プロデューサーの今泉富夫が報道部に異動したことから、「NNN Newsリアルタイム」や「NEWS ZERO」などの日本テレビの報道番組では、小橋の復帰戦、汐留街頭プロレスなどノアの試合が度々取り上げられた。
テレビ朝日の「ワールドプロレスリング」はハイビジョン放送になったが、「ノア中継」はマットに「レッツ!地デジ」のロゴが施されているにもかかわらず、最後までハイビジョン収録は行われなかった（デジタル放送の場合、4:3画像の「額縁放送」である）。2009年7月4日に放送された三沢追悼番組も（過去のVTRが中心とはいえ）4:3画像での放送であった。
番組名は、番組の初めの数秒間（今週のノア中継と左上に表記される）に小さく出るが、そのあとに大きくPRO-WRESTLING NOAHと表記されたプロレスリング・ノアのロゴマークが提示され、番組内で「プロレスリング・ノア中継」とは表記されなかった。

### 地上波放送終了
2008年9月26日、関西地区の読売テレビでの放送が打ち切られた。
その後も、関西地区を除く地域での放送が続いたが視聴率も2%前後と低迷が続き、同年12月7日の日本武道館大会の即日放送が関東地方で1.6%を記録し、さらに翌週の放送では0.6%にまで落ち込み、複数のスポーツ新聞が「ノア中継、来年3月末で打ち切り」と報じた。ノアの仲田龍取締役は「放送継続に向けて交渉中」と打ち切りを否定、さらに2009年2月に入り、ノア中継のホームページに放送日程の入った4・5月のスケジュールが更新されるなど放送継続を思わせる動きがあったが、2月23日に行われた日本テレビ・久保伸太郎社長の定例記者会見で、「ノア中継」及びボクシング中継「ダイナミックグローブ」の3月末での地上波放送打ち切りを正式に発表し、その2日後にはノア中継HPの4・5月スケジュールから「ON AIR」マークが消滅した。これにより、『日本プロレス中継』時代から50年以上続いてきた日本テレビ（地上波）のプロレス中継は幕を下ろすこととなり、日本テレビ制作のノア中継放送は2002年3月の放送開始時より並行して放送していたCS放送のG+（当時は日テレG+）に完全移行している。
地上波レギュラー放送終了後の2009年7月5日、6月13日に死去した三沢の追悼番組が「プロレス界の盟主 三沢光晴追悼特別番組」のタイトルで、日本テレビを含むネット局にて1時間番組として放送された。
2010年8月14日深夜には90分スペシャル番組「プロレス・ノア創立10周年特別番組」が関東ローカルで放映された（ハイビジョン収録）。

### G+への完全移行 - 完全撤退
地上波打ち切りまで並行放送していたG+では、引き続きノア中継が放送されていた。
以降は、レギュラー解説者に元週刊プロレス編集長の佐久間一彦（スポーツライター）を据え、選手が解説者として出演する場合はゲスト解説の扱いとなっていた。2016年から、一部の放送回で日本テレビのアナウンサーが参加せず、フリーアナウンサーが実況を務めていたが、2018年以降はフリーアナウンサーのみの体制に完全移行し、塩野潤二をメインアナウンサーに据えて放送していた。
2020年1月にノアの経営がサイバーエージェントに移行。同社系のDDT UNIVERSE（現・WRESTLE UNIVERSE）およびABEMAでのインターネット配信にて中継が始まる事となった。そのため8月を以てG+におけるノア最新試合の中継を終了した。これに伴いG+での約18年半に及ぶノア中継も幕を下ろした。なお、メインアナウンサーだった塩野は引き続きWRESTLE UNIVERSE及びABEMAでもノアの実況を務めている。
以降G+では日本テレビが権利を持つ過去の映像（日本プロレス及び全日本プロレス含む）をアーカイブ放送している他、小橋建太プロデュース興行の中継もしている。また、2023年9月には過去の丸藤正道の試合映像をABEMAに貸し出した。

## G+における備考
野球のオフシーズンに年数回ほど試合の生放送を行っている。シーズン中でもシリーズ開幕戦で使われる後楽園大会や、選手権試合が行われるシリーズ最終戦（日本武道館等）の殆どは、深夜に同日放送（週末に行われる場合は当日放送ができず、月曜日に振り返られることもある）が行われる。
なお、2009年6月15日20時00分に初回放送された「NOAH diコロッセオ」では冒頭に三沢の訃報を放送し、その後放送された試合の映像の冒頭で「この放送は6月4日に収録したものです」という断りの字幕を表示した。6月19日には、三沢の追悼特番を放送した。
毎年12月31日から1月1日には、年越し特番が行われている。毎回ノア所属の特定の選手を取り上げ、その選手のデビュー戦から今日に至るまでの活躍を大挙放送しているが2010年-2011年の年越しはプロレスノア発足満10周年を記念し、この10年間の歴史をアナウンサーの座談会を交えて送っている。

## レギュラー解説者

### 中継終了当時
- 佐久間一彦
- 小橋建太（ノアオフィシャルコメンテーター）

### 地上波時代
- 百田光雄
- マイティ井上
- 高山善廣
- 本田多聞
- 浅子覚

## ゲスト解説
- 天龍源一郎
- 三沢光晴
- 小橋建太
- 秋山準
- SUWA
- 鈴木みのる
- 力皇猛 - 大阪大会では、佐久間に代わって解説を担当する。
- 北斗晶 - 女子レスラー (元) として初めて同中継で解説を行った。

## 主な実況アナウンサー

### 日本テレビアナウンサー
- 平川健太郎（プロレス班チーフ）
- 矢島学（副チーフ[8]）
- 菅谷大介
- 町田浩徳
- 新谷保志
- 蛯原哲
- 森圭介
- 辻岡義堂
- 安村直樹
- 久野静香（CS中継でのリポーター）
- 山本純也（ytv）
- 尾山憲一（ytv）
- 佐藤啓（中京テレビ）
- 伊藤拓（ミヤギテレビ）

### フリーアナウンサー（2016年以降）
- 塩野潤二
- 市川勝也
- 新谷賢太郎

## 登場ゲスト
- 掛布雅之
- 武双山正士
- 仁志敏久

## スタッフ
- プロデューサー：梶田一郎、酒井基成
- チーフプロデューサー：松本達夫
- 制作協力：AX-ON（旧：日テレビデオ）
地方大会の場合、一部を除き開催地域の系列各局（番組販売ネット局含む）が「製作協力」としてクレジットされる。
- 製作著作：日テレ

## 放送時間、ネット局
放送時間は終了時のもの。
| 放送対象地域   | 放送局             | 系列           | 放送時間      | 備考                           |
| -------------- | ------------------ | -------------- | ------------- | ------------------------------ |
| 関東広域圏     | 日本テレビ         | 日本テレビ系列 | 日曜 25時20分 | 制作局                         |
| 北海道         | 札幌テレビ         | 日本テレビ系列 | 日曜 25時20分 | 同時ネット                     |
| 青森県         | 青森放送           | 日本テレビ系列 | 日曜 25時20分 | 同時ネット                     |
| 宮城県         | ミヤギテレビ       | 日本テレビ系列 | 日曜 25時20分 | 同時ネット                     |
| 秋田県         | 秋田放送           | 日本テレビ系列 | 日曜 25時20分 | 同時ネット                     |
| 山形県         | 山形放送           | 日本テレビ系列 | 日曜 25時20分 | 同時ネット                     |
| 福島県         | 福島中央テレビ     | 日本テレビ系列 | 日曜 25時20分 | 同時ネット                     |
| 新潟県         | テレビ新潟         | 日本テレビ系列 | 日曜 25時20分 | 同時ネット                     |
| 静岡県         | 静岡第一テレビ     | 日本テレビ系列 | 日曜 25時20分 | 同時ネット                     |
| 富山県         | 北日本放送         | 日本テレビ系列 | 日曜 25時20分 | 同時ネット                     |
| 石川県         | テレビ金沢         | 日本テレビ系列 | 日曜 25時20分 | 同時ネット                     |
| 広島県         | 広島テレビ         | 日本テレビ系列 | 日曜 25時20分 | 同時ネット                     |
| 山口県         | 山口放送           | 日本テレビ系列 | 日曜 25時20分 | 同時ネット                     |
| 高知県         | 高知放送           | 日本テレビ系列 | 日曜 25時20分 | 同時ネット                     |
| 福岡県         | 福岡放送           | 日本テレビ系列 | 日曜 25時20分 | 同時ネット                     |
| 熊本県         | くまもと県民テレビ | 日本テレビ系列 | 日曜 25時20分 | 同時ネット                     |
| 岩手県         | テレビ岩手         | 日本テレビ系列 | 木曜 25時48分 | 11日遅れ                       |
| 長野県         | テレビ信州         | 日本テレビ系列 | 木曜 25時44分 | 4日遅れ                        |
| 中京広域圏     | 中京テレビ         | 日本テレビ系列 | 木曜 26時48分 | 4日遅れ                        |
| 近畿広域圏     | 読売テレビ         | 日本テレビ系列 | 金曜 26時05分 | 19日遅れ 2008年9月26日打ち切り |
| 鳥取県・島根県 | 日本海テレビ       | 日本テレビ系列 | 日曜 25時50分 | 14日遅れ                       |
| 香川県・岡山県 | 西日本放送         | 日本テレビ系列 | 土曜 26時05分 | 20日遅れ                       |
| 愛媛県         | 南海放送           | 日本テレビ系列 | 月曜 27時05分 | 8日遅れ                        |
| 長崎県         | 長崎国際テレビ     | 日本テレビ系列 | 日曜 25時35分 | 7日遅れ                        |
| 鹿児島県       | 鹿児島読売テレビ   | 日本テレビ系列 | 日曜 26時50分 | 7日遅れ                        |
| 栃木県         | とちぎテレビ       | 独立UHF局      | 火曜 19時30分 | 9日遅れ                        |
| 神奈川県       | tvk                | 独立UHF局      | 木曜 25時15分 | 11日遅れ 2009年3月26日終了     |

## 関連番組

### 現在G+にて放送している番組
「プロレス激闘の記憶」
G+で放送される。2016年12月まで放送されていた「プロレスクラシック」のリニューアル版。地上波中継のアーカイブ放送の他にも、「日本プロレス中継」「全日本プロレス中継」のアーカイブも放送する。

### 過去G+にて放送されていた番組
「プロレスリング・ノアSP」
G+で放送される、日本テレビが放映権を獲得した大会の第1試合からメーンイベントまでの大会全カード完全中継。地上波中継時代から並行して放送されていたが、地上波中継終了後は事実上の後継番組となっている。プロ野球などとかぶらない場合は生中継となる場合もあるが、基本的に約1週間後の録画放送であった。
「NOAH di コロッセオ」
毎週月曜20:00 - 22:00に放送。地上波では放送されなかったカードや、試合前後の選手インタビューも放送される。NOAHスペシャルが全カード放送に対して、コロッセオは好カード厳選という方針になっている。タイトルは地上波の前代であった「コロッセオ」の名残でもある。
「独占NOAH情報」
月1回、放送時間不定でAX-ON会議室から放送する。地上波では放送されないカードを中心に、日本テレビのアナウンサー3人によるコメントつきで放送する。
「NEXTノア」
G+で放送されるノア情報番組。「NOAH di コロッセオ」の後継番組。